# Enrique de Anhalt-Köthen
Enrique de Anhalt-Köthen (Palacio de Pless, 30 de julio de 1778-Köthen, 23 de noviembre de 1847) fue un príncipe alemán de la Casa de Ascania, gobernante del principado no soberano de Anhalt-Pless y último gobernante del ducado de Anhalt-Köthen.

## Biografía
Era el cuarto hijo (aunque el tercero en alcanzar la madurez) del Príncipe Federico Erdmann de Anhalt-Pless, con su esposa Luisa Fernanda, hija del Conde Enrique Ernesto de Stolberg-Wernigerode.
En 1796, entró en el Ejército prusiano. Durante la campaña de 1806, ascendió a mayor. Antes de retirarse del servicio activo, Enrique fue elevado al grado de Mayor General.
Después de que su hermano mayor Federico Fernando heredara Anhalt-Köthen en 1818, Enrique asumió el gobierno del Estado de Pless. Cuando Federico Fernando murió en 1830, Enrique lo sucedió en Köthen, en tanto que dejó Pless a su hermano menor Luis, quien murió en 1841 sin herederos. Enrique volvió a gobernar Pless hasta su muerte.
Enrique contrajo matrimonio el 18 de mayo de 1819 en Trebschen con Augusta Federica Esperanza (Brunswick, 3 de agosto de 1794 - Köthen, 13 de julio de 1855), hija de Enrique XLIV, Príncipe de Reuss-Köstritz, y hermana del Príncipe Enrique LXIII. La unión no tuvo descendencia.
Desde su juventud, Enrique fue un fuerte defensor de la homeopatía. En 1821 tomó bajo su protección a su creador, Samuel Hahnemann, quien permaneció con su amplia familia en Köthen durante los siguientes catorce años como médico personal de Enrique.
En 1830 Enrique fue nombrado caballero de la Orden del Águila Negra. A partir de 1841, reanudó el servicio en el Ejército prusiano, y en el momento de su muerte era General de Infantería.
Con él se extinguió la línea de Anhalt-Köthen. A su muerte, el ducado fue heredado por sus parientes Alejandro Carlos de Anhalt-Bernburg y Leopoldo IV de Anhalt-Dessau, aunque Alejandro renunció a sus derechos sobre Köthen en favor de Leopoldo IV, desde que se vio claramente que esta asunción final de todos los territorios de Anhalt era inevitable.
El principado de Pless, gobernado por una ley semisálica, pasó al sobrino de Enrique, el Conde Hans Enrique X de Hochberg-Fürstenstein, hijo de su hermana Ana Emilia, quien era el único de sus hermanos que tenía hijos.